# Orounda
Orounda (en griego: Ορούντα) es un pueblo ubicado en el Distrito de Nicosia de Chipre, al oeste de Nicosia, cerca de Peristerona.